# Anna Colbjørnsdatter
Anna Colbjørnsdatter (omtr. 1665 – 23. juli 1736) var en dansk-norsk præstekone som er uløselig knyttet til slaget på Norderhov, en krigshandling under den store nordiske krig ved Norderhov kirke, mellem norsk–danske dragoner og svenske karolinere, natten til 29. marts 1716. Anna får i eftertiden ære for at have overlistet svenskerne, som led et sviende nederlag overfor den langt mindre mandsstærke norsk–danske styrke. Af den grund er hun Norges måske største nationalheltinde, men der er stor uvished knyttet til hendes rolle i slaget på Norderhov. I en artikel i Dagbladet i 1996 påpeger Christopher Hals Gylseth at Anna Colbjørnsdatter er en blandt meget få kvindelige helteskikkelser i norsk historie.
Hun var datter af præsten Colbjørn Thorstensen Arneberg og blev født ca. 1667 i Sørum på Romerike i Norge. Det siges at Anna allerede i ung alder blev forberedt på et liv som præstefrue. Hun kom fra en storgård i Sørum på Romerike, hvor den mandlige slægten havde lange traditioner som medlemmer i præsteskab og øvrighed. Det var derfor ikke overraskende at hun allerede som femtenåring 1682 blev gift med magister Jonas Ramus, bekendt historisk og topografisk forfatter, som i 1680'erne var kapellan under Annas far i gamle Sørum kirke. I 1690 blev ægtemanden imidlertid udnævnt til sognepræst i Norderhov kirke, hvorefter familien flyttede til Norderhov på Ringerike, hvor de bosatte sig i Norderhov prestegård. De havde da barnet Ole (1683–1714), Daniel (1684–1727), Johanna (1685–1717), Christian (1686–1714) og Anna Sophie (1687–1722), som alle var født på Sørum og døde før hende. Sønnen Daniel nåede imidlertid at blive præst selv, og han overtog som sognepræst til Norderhov da ægtemanden døde i 1718. Han døde imidlertid ugift allerede i 1727, således at Anna også arver ham. Datteren Anna Sophie blev imidlertid gift og fik et barn, Anna Larsdatter (1717–1791), der senere arvede det hele efter sin bedstemor Anna Colbjørnsdatter.
Under krigen 1716 fik hun efter traditionen lejlighed til at gøre fædrelandet en vigtig tjeneste. For at omgå nordmændenes stilling ved Gjellebæk sendte Karl XII oberst Axel Löwen med 5-600 mand over Hakedalen, Hadeland og Ringerike; opholdt af forhugninger, som forsvaredes af bønder under ledelse af Gregers Granavolden, nåede de sent om aftenen Norderhovs præstegård, hvor de til dels måtte campere under åben himmel. Samme aften var nogle hundrede dragoner af oberst Øtkens regiment, der skulde møde svenskerne, komne til gården Sten i Hole, der ligger 5 km fra præstegården. Anna Colbjørnsdatter skal nu have sørget for, at disse fik underretning om svenskernes styrke og udstillede posteringer. Om natten overrumplede derefter nordmændene svenskerne, som præstekonen skal have forstået at gøre trygge og ved rigelig beværtning med øl og brændevin tillige udygtige til at kæmpe. Oberst Løwen blev med flere officerer og c. 130 mand taget til fange, 40 nedhuggedes, mens resten vendte tilbage til Kristiania den samme vej, de var komne. Anna Colbjørnsdatters rolle ved denne begivenhed kendes kun fra traditionen og ikke fra de samtidige militære indberetninger, og hvor vigtig den var, ved vi derfor ikke med sikkerhed. Anna Colbjørnsdatter, der blev enke 1718, levede i sine sidste år på Gudsgården i Norderhov.